# 小波洛韋茨凱
49°55′18″N 29°49′15″E / 49.92167°N 29.82083°E
小波洛韋茨凱（烏克蘭語：Малополовецьке）是位於烏克蘭北部的村莊，由基辅州法斯蒂夫區的科然卡市鎮負責管轄。該村始建於1094年，面積7.74平方公里，海拔高度193米，2001年人口1,244，人口密度每平方公里160.7人。